# Тамбовский 122-й пехотный полк
122-й пехотный Тамбовский полк — пехотная воинская часть Русской императорской армии.
Старшинство: 17 мая 1797 года.
Полковой праздник: 6 декабря.

## Места дислокации
1877 июнь-август — с. Адай, с. Чепирчени, с. Магурели.
Позже — Харьков
Примечание: В 1763—1833 годах в русской армии существовал Тамбовский пехотный (мушкетерский) полк, присоединенный впоследствии к Архангелогородскому полку.

## История полка
- 17 мая 1797 — Сформирован 12-й егерский полк.
- 29 марта 1801 — 11-й егерский полк.
- 29 август 1805 — Из 6-ти рот 11-го егерского полка сформирован 22-й егерский полк.
- 28 января 1833 — Батальоны 22-го полка присоединены к Севскому пехотному полку.
- 6 апреля 1863 — Из 4-го резервного и бессрочноотпускных 5-го и 6-го батальонов Севского пехотного полка сформирован Севский резервный пехотный полк.
- 13 августа 1863 — Севский резервный пехотный полк переименован в Тамбовский пехотный полк.
- 25 марта 1864—122-й пехотный Тамбовский полк.
- 1877—1878 — Участвовал в русско-турецкой войне.
  - 20 декабря 1877 — 1-й батальон отличился в сражении у Горного Бугарова (в бою убит командир батальона подполковник Богаевский, ранены все ротные офицеры, убито и ранено 206 нижних чинов).
- 1904—1905 — Участвовал в русско-японской войне.
  - 17-18 июля 1904 — Участвовал в сражении при Кангуалине.
  - 14 августа 1904 — Отличился в бою у Пегоу.

Тамбовский полк на левом фланге у Пегоу отстаивал передовую позицию с первого часа ночи до четырех часов пополудни и отразил штыками все атаки противника; было произведено четыре контратаки, командир полка полковник Клембовский был ранен; но обход левого фланга позиций у Пегоу и продольный огонь японских батарей с высот Хэую вынудили Тамбовский полк к отступлению, совершенному в порядке; шесть разбитых и испорченных орудий одной из батарей 31-й бригады были брошены; японцы шли в атаку фанатично, и потери у них должны быть очень велики; раненый и взятый в плен японский офицер, спустя некоторое время после оказания ему медицинской помощи, вырвавшись из-под надзора, разбил себе голову о камни.
Полк активно действовал в Первую мировую войну. В частности, 13 августа 1914 г. провёл удачный лесной штыковой бой.

## Командиры полка
- 21.04.1863[4] — 24.01.1867 — полковник Поленов, Иван Александрович
- ранее 01.04.1867 — после 05.02.1870 — полковник Фридрихс, Владимир Евстафьевич
- 11.07.1870 — 02.04.1871 — полковник Баранов, Александр Евграфович
- 02.04.1871 — 25.04.1878 — полковник Головин, Пётр Михайлович
- 30.05.1878 — 08.04.1880 — полковник Шульд, Карл Конрадович
- 08.04.1880 — 30.11.1886 — полковник Вейс, Константин Александрович
- 03.12.1886 — 11.11.1887 — полковник Чекмарев, Андрей Иванович
- 11.11.1887 — 05.12.1887 — полковник Ильинский, Виктор Фёдорович
- 05.12.1887 — 31.12.1892 — полковник Авинов, Николай Александрович
- 04.01.1893 — 21.12.1896 — полковник (с 14.05.1896 генерал-майор) Ренгартен, Иван Александрович
- 29.12.1896 — 23.06.1897 — полковник Надаров, Иван Павлович
- 02.08.1897 — 17.12.1898 — полковник Шорохов, Пётр Михайлович
- 31.12.1898 — 18.06.1901 — полковник Асеев, Владимир Павлович
- 30.06.1901 — 21.10.1904 — полковник Клембовский, Владислав Наполеонович
- 07.11.1904 — 18.07.1905 — полковник Мюллер, Николай Александрович
- 22.08.1905 — 12.05.1908 — полковник князь Вачнадзе, Авраам Георгиевич
- 07.07.1908 — 14.01.1915 — полковник (с 11.12.1914 генерал-майор) Молчанов, Семён Егорович
- 28.01.1915 — 09.01.1917 — полковник Рытов, Иван Евграфович
- 11.02.1917 — 18.11.1917 — полковник Прохорович, Антон Ильич

## Знаки отличия
1. Георгиевское полковое знамя с надписями «За Севастополь в 1854 и 1855 годах и за Горное Бугорово 20 Декабря 1877 года» и «1797-1897» и Александровской юбилейной лентой. Пожаловано батальонам Севского полка.
2. Знаки на головные уборы с надписью: «За войну 1812, 1813 и 1814 годов». Пожалованы в 1833 году батальонам 22-го егерского полка для уравнения с Севским полком.
3. Серебряная труба с надписью: «За усмирение Венгрии в 1849 году». Пожалована 25 декабря 1849 4-му батальоному Севского полка (впоследствии 1-й батальон Тамбовского полка).
4. Две серебряных Георгиевских трубы (пожалованы 12.10.1878) с надписью:
  - на 1-й: «За усмирение Венгрии в 1849 году и за Горное Бугарово 20 Декабря 1877 года».
  - на 2-й: «За Горное Бугорово 20 Декабря 1877 года».
5. Поход за военное отличие. Пожалован 8 февраля 1907 года за отличия в войну с Японией в 1904—1905 гг.

## Известные люди, служившие в полку
- Войцеховский, Сергей Николаевич — генерал-майор, в 1920 году главнокомандующий Восточным фронтом.
- Довбор-Мусницкий, Иосиф Романович — русский и польский военачальник, генерал брони.
- Усубов, Ибрагим-Ага Муса-Ага оглы — российский и азербайджанский военачальник, генерал-майор.
- Серебрянский, Яков Исаакович — полковник госбезопасности, один из руководителей разведывательно-диверсионной деятельности ВЧК-ОГПУ-НКВД-МГБ, руководитель операции по похищению генерала А. П. Кутепова.